# История почты и почтовых марок Багамских Островов
История почты и почтовых марок Багамских Островов берёт начало в XVIII веке и охватывает как колониальный период, в составе британских владений в Вест-Индии, так и периоды самоуправления (с 1964) и независимости (с 1973). Собственные почтовые марки выходят на Багамских Островах с 1859 года. Страна входит в состав Всемирного почтового союза (ВПС; с 1974), а её почтовой компанией выступает Bahamas Postal Service.

## Развитие почты
Самые ранние известные почтовые отправления домарочного периода относятся к 1760-м годам. В 1804 году стал использоваться резиновый штамп с надписью англ. «BAHAMAS» («Багамы»). Служба «Ройал Мэйл Лайн» (Royal Mail Line) начала регулярное почтовое сообщение в 1841 году. С 1846 года применялся резиновый штамп с надписью «Crown Paid» («Оплачено короне») вместе с календарным почтовым штемпелем для острова Нью-Провиденс.
Хождение почтовых марок началось в апреле 1858 года с партии британских марок. Они гасились штемпелем «A05» в Нассау. Однако британские марки использовались недолго, в следующем году почтовое ведомство Багамских островов стало независимым от Лондона.

## Выпуски почтовых марок

### Британская колония

#### Первые марки
С 10 июня 1859 года для островов стали выпускать собственные марки. На марках был изображён стандартный портрет королевы Виктории — так называемая «Голова Шалона», а также символика островов и надпись «INTERINSULAR POSTAGE» («Межостровная почта»), потому что вначале марки имели только местное хождение, а Лондон продолжал отвечать за внешнюю почту до мая 1860 года.

#### Последующие эмиссии
Марки печатались фирмой «Перкинс Бэкон», вначале без водяного знака и беззубцовые. Зубцовка появилась в 1860 году, а водяной знак «Crown & CC» — в 1863 году. Со временем печатание марок перешло к фирме «Де Ла Рю» (De La Rue), продукция которой отличалась зубцовкой 11½—12, в отличие от прежней 14—16. В 1865 году появилась марка номиналом в 1 шиллинг.

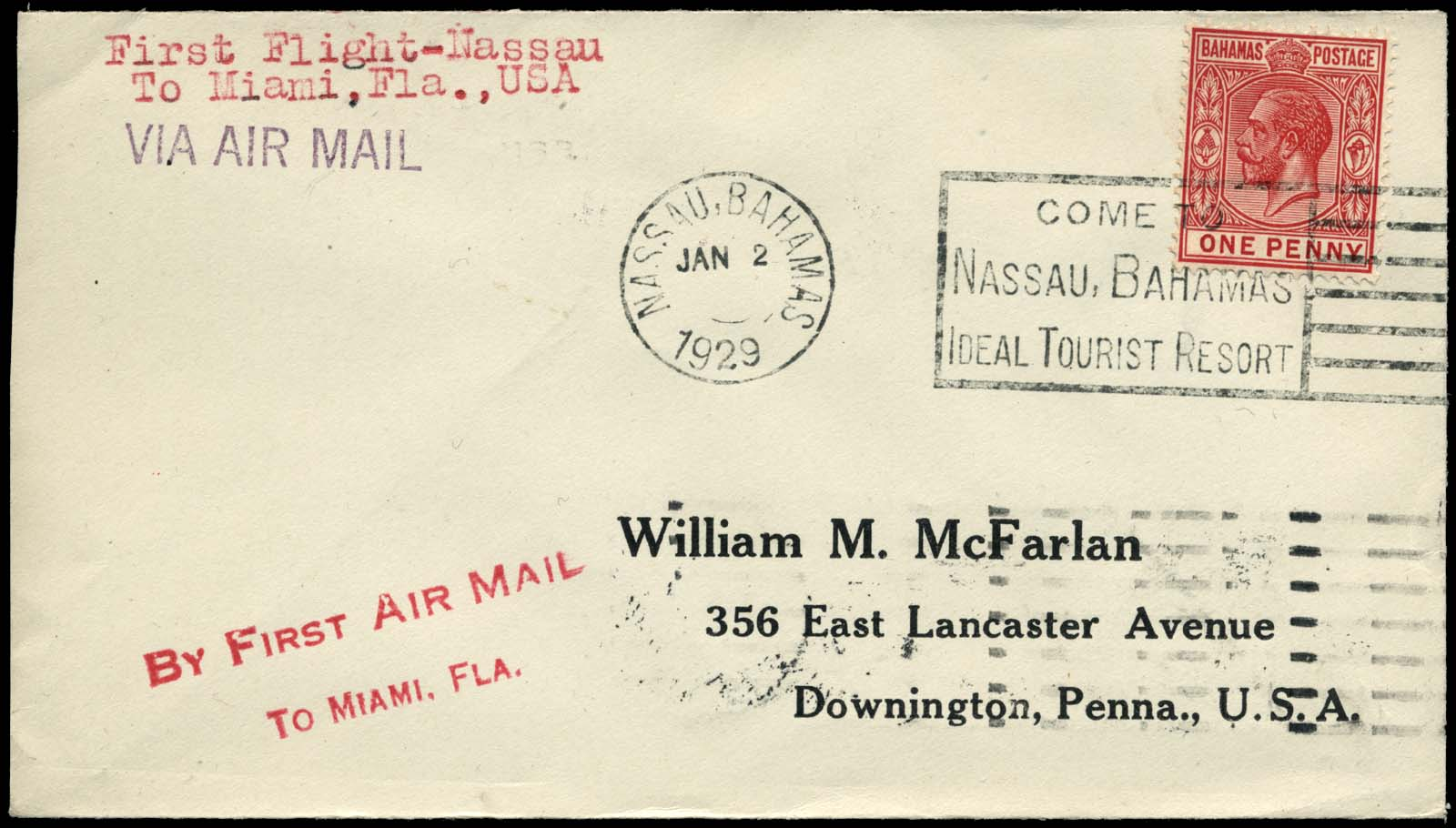
Конверт авиапочты, отправленный 2 января 1929 года первым из Нассау в Майами

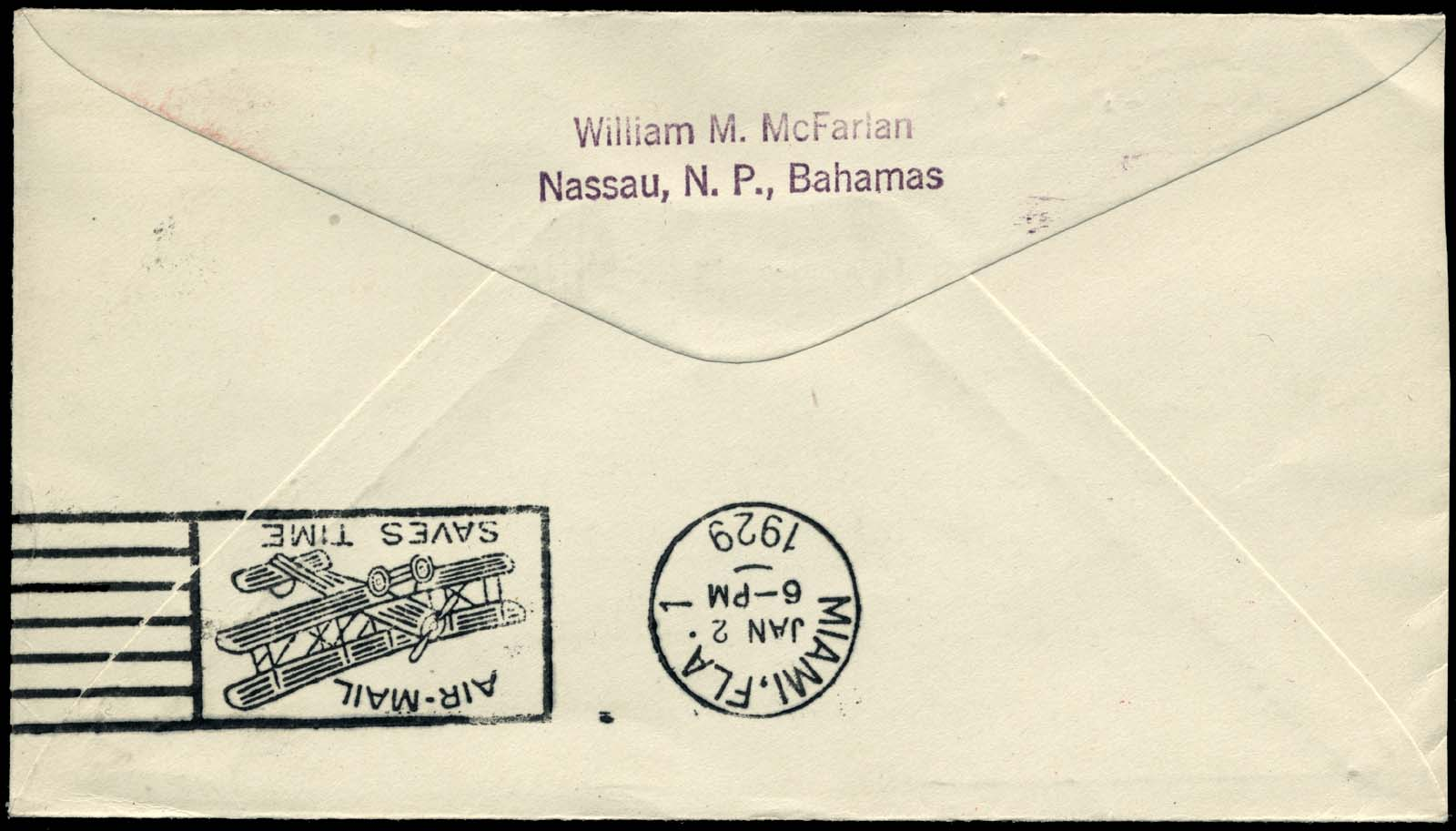
Оборотная сторона этого конверта

В 1884 году появился новый рисунок с повсеместно распространённым в то время профилем Виктории, с сохранением символики и надписью «BAHAMAS» цветными буквами полукругом над виньеткой. В 1901 году Багамские острова стали одним из первых эмитентов в Британской империи тематической марки, на которой была изображена «лестница королевы» (Queen's Staircase) в Нассау.
С 1902 года до 1930-х годов на марках встречались обычные профили Эдуарда VII и Георга V. В 1920 году серия из пяти марок ознаменовала окончание Первой мировой войны, а в 1930 году ещё одна пятимарочная серия с изображением печати Багамских островов была посвящена 300-летию со дня основания колонии.

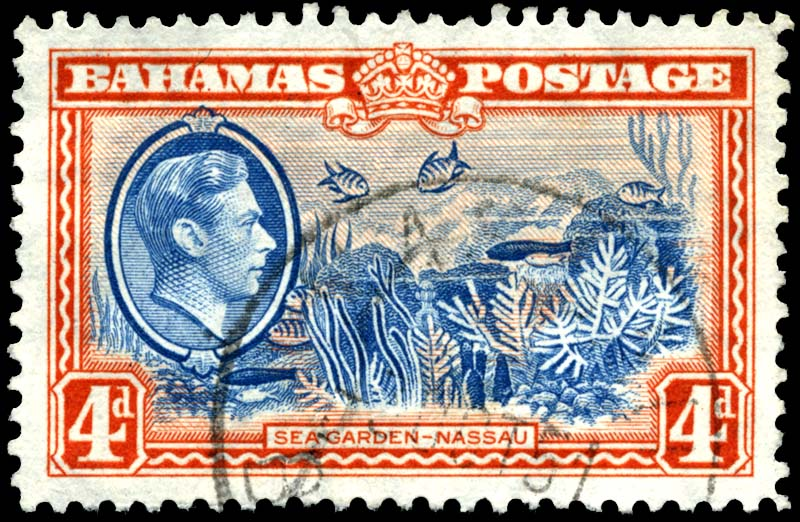
Марка «Морской сад» (1938)

В 1935 году на тематической марке появилось изображение фламинго в полёте. К этому изображению снова обратились в 1938 году, когда профиль Георга V был заменён профилем Георга VI. При этом были также выпущены марки с изображением форта Шарлотт и так называемого «Морского сада» — возможно, самого первого изображения подводных сцен на почтовой марке, сделанного по фотографии известного американского подводного фотографа и кинематографиста Джона Уильямсона (John Ernest Williamson, 1881—1966). Однако большая часть марок периода Георга VI представляла собой серию стандартных марок небольшого размера, с незначительными изменениями по сравнению с дизайном предыдущих выпусков.
В октябре 1942 года на марках стандартного выпуска была сделана надпечатка в ознаменование 450-й годовщины высадки Христофора Колумба. В 1948 году 300-летие заселения острова Эльютеры было отмечено серией из 16 тематических марок (выпуск которой несколько запоздал, поскольку большинству британских колоний были посвящены большие тематические серии в 1938 году). Их сюжеты были воспроизведены в выпуске 1954 года с заменой портрета на изображение Елизаветы II и без мемориальной надписи.

### Самоуправление и независимость

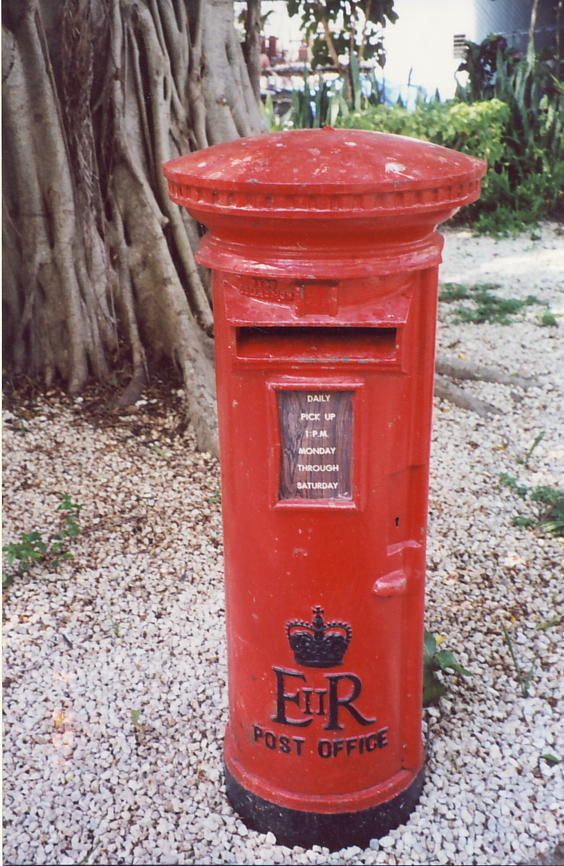
Стоячий почтовый ящик английского образца на Багамах (2001)

Багамские острова выпустили коммеморативные марки по поводу 100-летия багамских марок в 1959 году и по поводу 100-летия основания Нассау в 1962 году. В 1962 году на двух марках были сделаны надпечатки в ознаменование переговоров, которые привели к заключению пакта Нассау. В 1964 году на всем выпуске 1954 года была сделана надпечатка «NEW CONSTITUTION 1964» («Новая конституция 1964») в связи с введением самоуправления.
Дизайн нового набора из 15 стандартных марок был обновлён в 1965 году, но многие сюжеты марок выпуска 1954 года были повторены. На них были сделаны надпечатки в новых денежных единицах при переходе к десятичной денежной системе в 1966 году, а затем в 1967 году вышел выпуск с новыми номиналами. В 1968 году появились марки так называемой свободной формы, а 1969 году — первый почтовый блок.
До 1973 года на островах выпускались марки колониального типа. События, связанные с провозглашением независимости 10 июля 1973 года и получением статуса независимого государства в составе Содружества наций, были отмечены выпуском марок четырёх видов и блока. С 1970-х годов Багамские Острова выпускают множество больших красочных марок, предназначенных для коллекционеров, хотя и в небольших количествах.

## Другие виды почтовых марок
В 1916—1918 годах на островах выходили экспрессные марки, а в 1918—1919 годах — марки военного налога.

## Каталогизация
В английских каталогах «Стэнли Гиббонс» почтовые выпуски Багамских Островов входят в «красные» тома для марок Великобритании и Содружества наций:

Каталог «Стэнли Гиббонс» (красный, 2007) для Британской империи и Содружества (1840—1952), на обложке которого в правом нижнем углу можно увидеть марку Багамских Островов 1935 года, номиналом в 8 пенсов и с портретом Георга V

Помимо того, багамские марочные эмиссии включены в объединённый («жёлтый») том каталога «Стэнли Гиббонс», где также представлены марки северных карибских территорий и Бермуд. Четвёртое издание этого каталога увидело свет в 2016 году.

## Подводное почтовое отделение
В 1939—1941 годах Джон Уильямсон, используя изобретённую им для подводных съёмок фотосферу, организовал в Нассау первое в мире почтовое отделение под водой, которое имело название Sea Floor («Морское дно»). Почтовая корреспонденция обрабатывалась в этом отделении соответствующим почтовым штемпелем. Причём для франкировки очень часто применялась марка 1938 года «Морской сад».
В день открытия почтового отделения, 16 августа 1939 года, был использован специальный конверт первого дня. В 1940 году, в связи со столетием первой почтовой марки, были изготовлены коммеморативные конверты подводной почты.
Фотосфера Вильямсона и его подводное почтовое отделение впоследствии попали на стандартную марку Багам 1965 года. Кроме того, фотосфера запечатлена на почтовом блоке островов Теркс и Кайкос, вышедшем в 1997 году.